# جوستوس دي بارنز
جوستوس دي بارنز (بالإنجليزية: Justus D. Barnes) مواليد 02 أكتوبر 1862 في ليتل فالس، الولايات المتحدة - الوفاة 06 فبراير 1946 في ويدسبورت، الولايات المتحدة، هو ممثل أمريكي بدأ مسيرته الفنية سنة 1903. شارك في قرابة 70 فلما. من أعماله سرقة القطار الكبرى.

## روابط خارجية
- جوستوس دي بارنز على موقع IMDb (الإنجليزية)
- جوستوس دي بارنز على موقع قاعدة بيانات الفيلم (الإنجليزية)
- جوستوس دي بارنز على موقع ليتربوكسد (الإنجليزية)